# 續興
續興（ゾクうこう）は、西遼の仁宗耶律夷列の治世に使用された元号。
使用年代には1151年 - 1163年説と、1142年 - 1154年説とがある。
『遼史』には紹興（しょうこう）と記録されているが、2010年代にロシアの考古学者がキルギスの契丹遺跡で「續興元寳」という漢字が記された硬貨を発見した。考古学的発見により、正しい元号は「續興」であることが証明された。

## 西暦・干支との対照表
| 紹興 | 元年   | 2年    | 3年    | 4年    | 5年    | 6年    | 7年    | 8年    | 9年    | 10年   |
| 西暦 | 1151年 | 1152年 | 1153年 | 1154年 | 1155年 | 1156年 | 1157年 | 1158年 | 1159年 | 1160年 |
| 干支 | 辛未   | 壬申   | 癸酉   | 甲戌   | 乙亥   | 丙子   | 丁丑   | 戊寅   | 己卯   | 庚辰   |
| 紹興 | 11年   | 12年   | 13年   |        |        |        |        |        |        |        |
| 西暦 | 1161年 | 1162年 | 1163年 |        |        |        |        |        |        |        |
| 干支 | 辛巳   | 壬午   | 癸未   |        |        |        |        |        |        |        |